# ノリッジ城

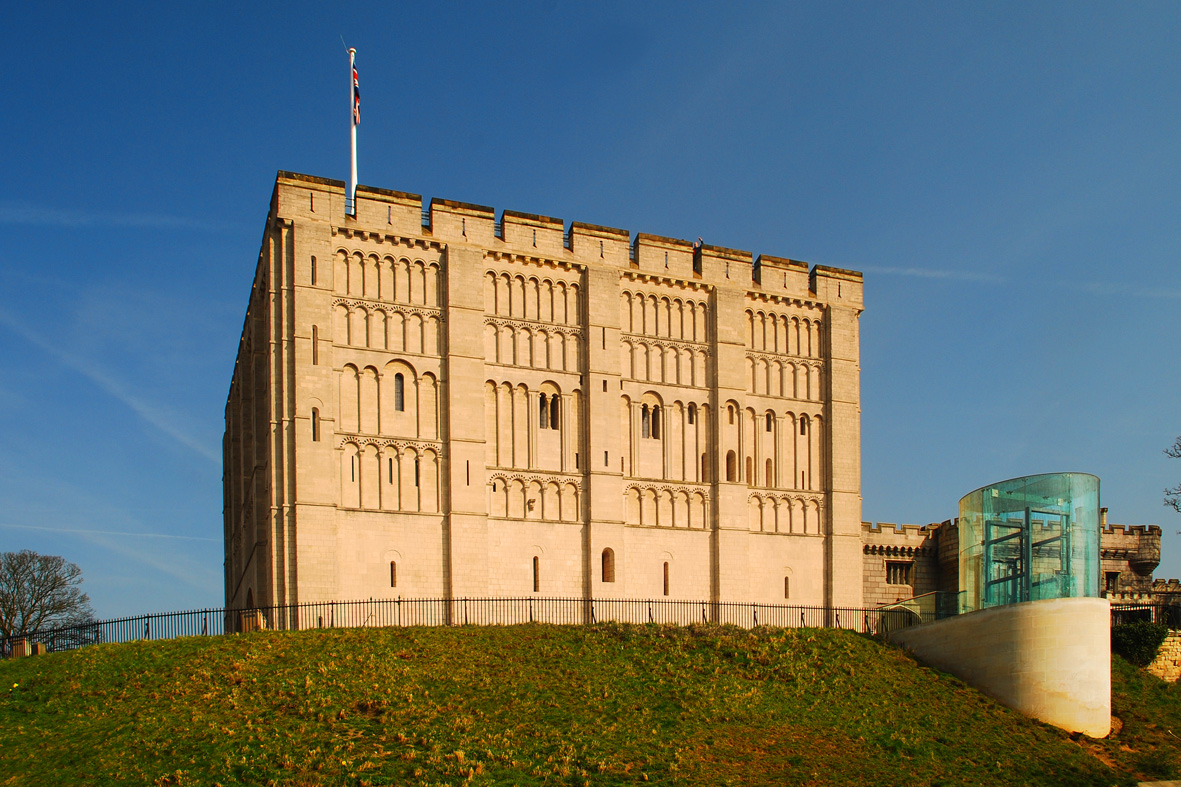
ノリッジ城のキープ（主要建物）

ノリッジ城（ノリッジじょう、英語: Norwich Castle）はノーリッジ城、ノーウィッチ城などとも呼ばれ、英国イングランド東部にあるノーフォーク州ノリッジにある城である。11世紀のノルマン征服時代初期に、ウィリアム征服王により街の中心地にある岩の丘の上に木造の城として建設されて、1086年の土地台帳にも記録されている。
12世紀には石造の城に改築され、その後幾多の攻防を経て、19世紀初期のノリッジ出身の画家たちの風景画などを所蔵する美術館になり、現在は地域の歴史や自然に関して展示するノリッジ城博物館・芸術ギャラリー（英語: Norwich Castle Museum & Art Gallery）となっている。  

## 参照
- イングランドの城一覧 (List of castles in England)